# Ямполь, Ярослав Геннадьевич
Яросла́в Генна́дьевич Я́мполь (укр. Ярослав Геннадійович Ямполь; род. 21 апреля 1990, Сватово, Ворошиловградская область) — украинский футболист, полузащитник. Выступал за юношеские сборные Украины U-17 и U-18.

## Биография
Ярослав Ямполь — воспитанник слобожанского футбола. Первые шаги в футболе делал в родном Сватово, затем обучался в Купянске, где за местный «Оскол» играл его отец Геннадий Ямполь. Первым тренером Ярослава в Купянске был Юрий Александрович Гречанников. В одной группе с Ямполем занимался также Виталий Пономарь. В чемпионате ДЮФЛУ в 2002—2006 годах сыграл 63 матча и забил 28 голов за купянскую «Мрию», в 2006—2007 годах провел 13 матчей (2 гола) за донецкий «Шахтёр».
После завершения обучения Ямполь был зачислен в «Шахтёр-3». В 2008 году юный футболист был отправлен в аренду в луганский «Коммунальник», в которого стал победителем Группы В второй лиги. После завершения аренды возвратился в «Шахтёр-3». Когда Ямполю исполнилось 20 лет, он, по собственным словам, стал «староват» для «Шахтёра-3». Ему предложили попробовать силы в минском «Динамо». В Белоруссии футболист становился бронзовым призёром чемпионата.
После возвращения на Украину играл в первой лиге за краматорский «Авангард», «Александрию», криворожский «Горняк», «Черкасский Днепр» и ФК «Сумы».
В феврале 2018 года подписал контракт с кропивницкой «Звездой». 10 марта дебютировал в Премьер-лиге, выйдя в стартовом составе в матче кропивничан против каменской «Стали». В июне 2018 года после вылета «Звезды» в первую лигу покинул команду. Первую половину сезона 2018/19 провёл в составе перволигового «Горняка-Спорт».
25 января 2019 года подписал контракт с харьковским клубом «Металлист 1925». Дебютировал в составе «жёлто-синих» 23 марта того же года в игре против «Днепра-1», проведя полный матч.

## Выступления за сборную
В 2007 году вызывался в юношеские сборные U-17 и U-18, за которые провёл в сумме 6 матчей.

## Достижения
- Бронзовый призёр Чемпионата Белоруссии: 2012
- Серебряный призёр Первой лиги чемпионата Украины: 2015/16
- Победитель Второй лиги Украины: 2007/08